# Azerbeidzjan op de Olympische Zomerspelen 2004
Azerbeidzjan nam deel aan de Olympische Zomerspelen 2004 in Athene, Griekenland. Het was de derde olympische deelname. Er werd een recordaantal van vijf medailles gewonnen. Vier jaar eerder werd twee keer goud gewonnen, nu één keer.

## Medailleoverzicht
| Sport       | Olympiër                | Discipline                    | Medaille |
| ----------- | ----------------------- | ----------------------------- | -------- |
| Worstelen   | Farid Mansurov          | grieks-romeins, tot 66 kg (m) | Goud     |
| Boksen      | Fuad Aslanov            | vlieggewicht (tot 51 kg) (m)  | Brons    |
| Boksen      | Aghasi Mammadov         | bantamgewicht (tot 54 kg) (m) | Brons    |
| Schietsport | Irada Ashumova          | 25 m sportpistool (v)         | Brons    |
| Schietsport | Zemfira Meftakhetdinova | skeet (v)                     | Brons    |

## Deelnemers en resultaten per onderdeel

### Atletiek
| Olympiër         | Discipline             | Resultaat | Prestatie                            |
| ---------------- | ---------------------- | --------- | ------------------------------------ |
| Teymur Gasimov   | 100m (m)               | 72e       | serie 8: 8e in 11,17                 |
| Dadash Ibrahimov | 200m (m)               | 48e       | serie 7: 7e in 21,60                 |
| Alibay Shukurov  | 800m (m)               | 58e       | serie 1: 7e in 1.51,11               |
| Sergey Bochkov   | hink-stap-springen (m) | DNS       | kwalificatie: niet gestart           |
|                  |                        |           |                                      |
| Marina Lapina    | kogelslingeren (v)     | 46e       | kwalificatie groep B: 23e met 55,34m |

### Boksen
| Olympiër         | Discipline | Resultaat | Prestatie |
| ---------------- | ---------- | --------- | --- |
| Jeyhun Abiyev    | -48kg (m)  | 9e        | 1e ronde: W van HUN Bedak: 23-8 2e ronde: V van TUR Yalcinkaya: 20-23                                                                                            |
| Fuad Aslanov     | -51kg (m)  | Brons     | 1e ronde: W van MAD Rakotoarimbelo: walk-over 2e ronde: W van GEO Izoria: 27-21 kwartfinale: W van POL Rżany: 24-23 halve finale: V van FRA Thomas: 18-23        |
| Aghasi Mammadov  | -54kg (m)  | Brons     | 1e ronde: W van AUS Brunker: puntenovermacht 2e ronde: W van BUL Dalakliev: 35-16 kwartfinale: W van UKR Tretyak: 32-12 halve finale: V van THA Petchkoom: 19-27 |
| Aghasi Mammadov  | -57kg (m)  | 9e        | 1e ronde: W van RSA Galada: puntenovermacht 2e ronde: V van RUS Tichtchenko: blessure                                                                            |
| Rovshan Huseynov | -60kg (m)  | 5e        | 1e ronde: W van RSA Mahlangu: 22-14 2e ronde: W van USA Escobedo: 36-18 kwartfinale: V van CUB Kindelán: 11-23                                                   |
| Ruslan Khairov   | -69kg (m)  | 5e        | 1e ronde: W van CAN Trupish: blessure 2e ronde: W van CHN Silamu: 26-16 kwartfinale: V van CUB Aragón: 14-16                                                     |
| Ruslan Khairov   | -75kg (m)  | 9e        | 1e ronde: W van GRE Gazis: 32-31 2e ronde: V van THA Suriya: 19-19+                                                                                              |
| Ali Ismailov     | -81kg (m)  | 9e        | 1e ronde: W van BRA Silva: 27-22 2e ronde: V van GRE Pavlidis: 16-31                                                                                             |
| Vugar Alakbarov  | -91kg (m)  | 5e        | 1e ronde: W van GRE Kladouchas: 18-14 2e ronde: V van SYR Al Shami: gediskwalificeerd                                                                            |

### Gewichtheffen
| Olympiër        | Discipline | Resultaat | Prestatie                                                    |
| --------------- | ---------- | --------- | ------------------------------------------------------------ |
| Asif Malikov    | -62kg (m)  | 12e       | trekken: 14e met 115kg stoten: 11e met 150kg totaal: 265kg   |
| Turan Mirzayev  | -69kg (m)  | 4e        | trekken: 4e met 147,5kg stoten: 4e met 185kg totaal: 332,5kg |
| Nizami Pashayev | -94kg (m)  | DNF       | trekken: geen geldige poging                                 |
| Alibay Samadov  | -94kg (m)  | 15e       | trekken: 16e met 165kg stoten: 15e met 195kg totaal: 360kg   |
| Alan Naniyev    | -105kg (m) | 6e        | trekken: 4e met 190kg stoten: 4e met 220kg totaal: 410kg     |

### Gymnastiek
| Olympiër       | Discipline      | Resultaat | Prestatie |
| Ritmisch       | Ritmisch        | Ritmisch  | Ritmisch |
| -------------- | --------------- | --------- | --- |
| Anna Gurbanova | individueel (v) | 7e        | kwalificatie: 14e hoepel: 15e met 22,775 punten bal: 13e met 23,525 punten knotsen: 17e met 22,800 punten lint: 11e met 23,200 punten totaal: 92,300 punten |

### Judo
| Olympiër         | Discipline | Resultaat | Prestatie |
| ---------------- | ---------- | --------- | --- |
| Elchin Ismaylov  | -66kg (m)  | 21e       | 1e ronde: V van HUN Ungvári: ippon |
| Elchin Ismaylov  | -81kg (m)  | 5e        | 1e ronde: W van NED Elmont: ippon 2e ronde: W van BLR Shundzikau: yuko kwartfinale: V van POL Krawczyk: ippon herkansingen 1: W van USA Hawn: ippon herkansingen 2: W van GER Wanner: ippon bronzen finale: V van RUS Nossov: waza-ari |
| Movlud Miraliyev | -100kg (m) | 5e        | 1e ronde: vrij 2e ronde: V van NED van der Geest: ippon herkansingen 1: W van EGY El Gharbawy: ippon herkansingen 2: W van JPN Inoue: ippon herkansingen 3: W van KAZ Zhitkeyev: yuko bronzen finale: V van GER Jurack: ippon          |

### Schermen
| Olympiër       | Discipline | Resultaat | Prestatie                                                                                                  |
| -------------- | ---------- | --------- | --- |
| Elena Jemayeva | sabel (v)  | 7e        | 1e ronde: W van BRA Pattaro: 15-8 2e ronde: W van ITA Marzocca: 15-6 kwartfinale: V van USA Zagunis: 11-15 |

### Schietsport
| Olympiër               | Discipline           | Resultaat | Prestatie                                                                        |
| ---------------------- | -------------------- | --------- | -------------------------------------------------------------------------------- |
| Irada Ashumova         | 25m pistool (v)      | Brons     | kwalificatie: 1e met 588 punten (99-96-96-100-98-99) finale: 3e met 687,3 punten |
| Irada Ashumova         | 10m luchtpistool (v) | 8e        | kwalificatie: 2e met 386 punten (97-94-97-98) finale: 8e met 481,4 punten        |
| Zemfira Meftahatdinova | skeet (v)            | Brons     | kwalificatie: 2e met 71 punten (25-24-22) finale: 3e met 93 punten               |

### Taekwondo
| Olympiër            | Discipline | Resultaat | Prestatie |
| ------------------- | ---------- | --------- | --- |
| Niyamaddin Pashayev | -68kg (m)  | 11e       | voorronde: V van KOR Myeong-Seob: 13-15 |
| Rashad Ahmadov      | -80kg (m)  | 4e        | voorronde: W van TRI Osuji: 10-3 kwartfinale: W van FRA Negrel: 24-17 halve finale: V van TUR Tanrikulu: 6-6+ herkansingen 1: W van MEX Estrada: +9-9 bronzen finale: V van IRI Karami: 8-9 |

### Worstelen
| Olympiër         | Discipline  | Resultaat   | Prestatie |
| Vrije stijl      | Vrije stijl | Vrije stijl | Vrije stijl |
| ---------------- | ----------- | ----------- | --- |
| Namig Abdullayev | -55kg (m)   | 14e         | groep 4: 2e V van JPN Tanabe: 2-5 W van IND Dutt: 6-2 |
| Elman Asgarov    | -66kg (m)   | 12e         | groep 7: 2e W van MDA Bodișteanu: 7-3 V van USA Kelly: 2-3 |
| Elnur Aslanov    | -74kg (m)   | 15e         | groep 2: 3e V van TJK Abdussalomov: 3-7 V van CAN Igali: 1-7 |
| Rustam Aghayev   | -96kg (m)   | 5e          | groep 3: 1e W van KAZ Bayramukov: 7-2 W van NAM Jacobs: 11-0 kwartfinale: V van IRI Heidari: 0-5 5-6e plek: W van CHN Yuanyuan: 3-3                              |
| Grieks-Romeins   |             |             | |
| Vitaliy Rahimov  | -60kg (m)   | 14e         | groep 1: 2e W van POL Zawadzki: 4-2 V van KOR Ji-Hyun: 0-3 |
| Farid Mansurov   | -66kg (m)   | Goud        | groep 3: 1e W van CUB Marén: 3-0 V van POL Wolny: 6-2 kwartfinale: W van IRI Zeidvand: 2-1 halve finale: W van SWE Samuelsson: 3-1 finale: W van TUR Eroğlu: 4-3 |
| Vugar Aslanov    | -74kg (m)   | 17e         | groep 6: 4e V van GRE Kolitsopoulos: 2-2 V van UZB Dokturishvili: 0-4 V van HUN Berzicza                                                                         |

### Zwemmen
| Olympiër        | Discipline          | Resultaat | Prestatie              |
| --------------- | ------------------- | --------- | ---------------------- |
| Sergey Dyachkov | 100m vrije slag (v) | 67e       | serie 1: 5e in 58,26   |
|                 |                     |           |                        |
| Nataliya Filina | 100m schoolslag (v) | 44e       | serie 1: 4e in 1.20,21 |

Afghanistan · Albanië · Algerije · Amerikaanse Maagdeneilanden · Amerikaans-Samoa · Andorra · Angola · Antigua en Barbuda · Argentinië · Armenië · Aruba · Australië · Azerbeidzjan · Bahama's · Bahrein · Bangladesh · Barbados · België · Belize · Benin · Bermuda · Bhutan · Bolivia · Bosnië en Herzegovina · Botswana · Brazilië · Britse Maagdeneilanden · Brunei · Bulgarije · Burkina Faso · Burundi · Cambodja · Canada · Centraal-Afrikaanse Republiek · Chili · China · Chinees Taipei · Colombia · Comoren · Congo-Brazzaville · Congo-Kinshasa · Cookeilanden · Costa Rica · Cuba · Cyprus · Denemarken · Djibouti · Dominica · Dominicaanse Republiek · Duitsland · Ecuador · Egypte · El Salvador · Equatoriaal-Guinea · Eritrea · Estland · Ethiopië · Fiji · Filipijnen · Finland · Frankrijk · Gabon · Gambia · Georgië · Ghana · Grenada · Griekenland · Groot-Brittannië · Guam · Guatemala · Guinee · Guinee‑Bissau · Guyana · Haïti · Honduras · Hongarije · Hongkong · Ierland · IJsland · India · Indonesië · Irak · Iran · Israël · Italië · Ivoorkust · Jamaica · Japan · Jemen · Jordanië · Kaaimaneilanden · Kaapverdië · Kameroen · Kazachstan · Kenia · Kirgizië · Kiribati · Koeweit · Kroatië · Laos · Lesotho · Letland · Libanon · Liberia · Libië · Liechtenstein · Litouwen · Luxemburg · Macedonië · Madagaskar · Malawi · Malediven · Maleisië · Mali · Malta · Marokko · Mauritanië · Mauritius · Mexico · Micronesië · Moldavië · Monaco · Mongolië · Mozambique · Myanmar · Namibië · Nauru · Nederland · Nederlandse Antillen · Nepal · Nicaragua · Nieuw-Zeeland · Niger · Nigeria · Noord-Korea · Noorwegen · Oeganda · Oekraïne · Oezbekistan · Oman · Oostenrijk · Oost‑Timor · Pakistan · Palau · Palestina · Panama · Papoea-Nieuw-Guinea · Paraguay · Peru · Polen · Portugal · Puerto Rico · Qatar · Roemenië · Rusland · Rwanda · Saint Kitts en Nevis · Saint Lucia · Saint Vincent en Grenadines · Salomonseilanden · Samoa · San Marino · Sao Tomé en Principe · Saoedi-Arabië · Senegal · Servië en Montenegro · Seychellen · Sierra Leone · Singapore · Slovenië · Slowakije · Soedan · Somalië · Spanje · Sri Lanka · Suriname · Swaziland · Syrië · Tadzjikistan · Tanzania · Thailand · Togo · Tonga · Trinidad en Tobago · Tsjaad · Tsjechië · Tunesië · Turkije · Turkmenistan · Uruguay · Vanuatu · Venezuela · Verenigde Arabische Emiraten · Verenigde Staten · Vietnam · Wit-Rusland · Zambia · Zimbabwe · Zuid-Afrika · Zuid-Korea · Zweden · Zwitserland